# Paul von Gans
Paul Frederick Gans – Paul von Gans à partir de 1912, à la suite de l'anoblissement de son père – (11 juillet 1866, Francfort-sur-le-Main – 18 avril 1915, Garmisch-Partenkirchen) est chimiste, inventeur et mécène allemand. Passionné de mécanique, il est également un pionnier de l'automobile et de l'aviation devenant tour à tour aéronaute ou pilote de course (voiture et moto). Il sera un personnage-clé derrière la toute première Exposition internationale de dirigeables de 1909 à Francfort (de). Il fondera également l'école de vol bavaroise d'Oberwiesenfeld (de), près de Munich, et tentera d'organiser la Deutschen Transatlantischen Flugexpedition, une traversée transatlantique en dirigeable.

## Famille
Paul Gans est issu de la famille Gans, une très ancienne famille de commerçants juifs-allemands, établie à Francfort-sur-le-Main depuis le début du XIXe siècle. Il est le second des trois enfants de son père, Friedrich Ludwig« Fritz » von Gans, et de sa femme Auguste Ettling, avec Adele « Fanny » (1863-1932), suffragette britannique, et Ludwig Wilhelm (1869-1946), fondateur de Pharma Gans Oberursel. À la fin du XIXe siècle, son père et son oncle (Leo Gans) ont transformé le grossiste en colorants hérité de leur père (Ludwig Aaron Gans), Leopold Cassella & co, en l'un des premiers fabricants de colorants azoïques au monde, faisant la fortune de la famille.
Le 18 mai 1896, il épouse à Constance la baronne Ellinka von Fabrice, une riche aristocrate allemande née à Marseille. Elle était l'aînée des cinq filles de Maximilian baron von Fabrice, propriétaire du château de Gottlieben (de) au bord du lac de Constance, et l'arrière-petite-fille du prince-électeur Guillaume II de Hesse-Cassel. Ils auront trois enfants, Josef Paul (Jozsi) (1897-1963), Margot von Gans (1899-1986), qui a volé avec le pilote et futur général Ernst Udet, et Marie Blanche, comtesse d'Aichelburg (de) (1905-1988).

## Biographie
Paul Gans quitte Francfort avant son  17e anniversaire, pour partir étudier la chimie à Strasbourg. Il y obtiendra son doctorat en 1891, avec pour thèse Über Monobrombrenztraubensäure und Furazancarbonsäure (« Au sujet de l'acide pyruvique monobromé et de l'acide furazanecarboxylique »).

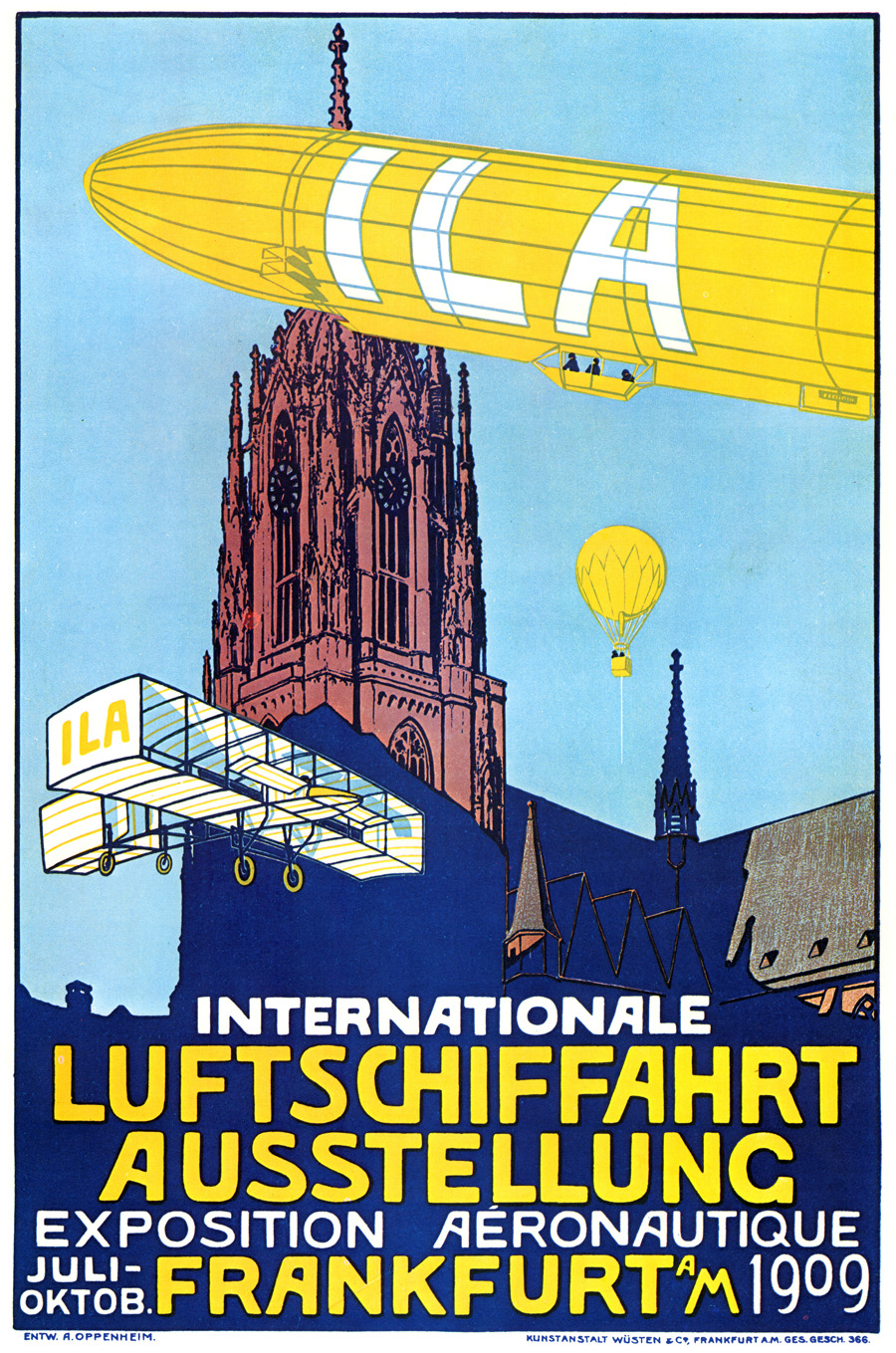
Affiche de l'Internationale Luftschiffahrt-Ausstellung (ILA), la première exposition internationale de dirigeables à Francfort, en 1909.

Gans s'installe à Paris en 1892 et s’intéresse aux développements technologiques modernes, en particulier à l'industrie automobile et l'aviation. Il remporte la course Marseille-Nice en 1896 avec une voiture à essence à allumage catalytique, ainsi que la « Coupe de Motocycles », la première course de motocyclettes en France en 1897, avec sa moto. Il s'implique de plus en plus dans le domaine de l'aviation estimant le sujet d'importance pour l'Allemagne. Il se consacre dans un premier temps aux montgolfières, avant de commencer à travailler sur ses propres plans d'avion. Dès 1895, Gans avait acquis une propriété à Grainau en Haute-Bavière, qui lui serait utile pour le développement et le test de ses inventions. La « Schmölz » deviendra alors sa résidence permanente. Gans y possédait quatre tableaux de Paul Klimsch, quatre d'Alfred Oppenheim (de) et, curieusement, sept d'Ottilie Roederstein.
En 1899, il est un des membres fondateurs du Bayerische Automobil Club München (B.A.C.), et devient également président du département II pour l'aviation qui lui est affilié. Son instructeur de vol est alors August Euler (de). Le B.A.C. organise des voyages en ballon et Gans fait construire sa propre montgolfière, Quo Kadis, par la société Riedinger d'Augsbourg.
À partir de 1908, Gans consacre son temps et une partie de sa fortune à la préparation de l'Exposition internationale de dirigeables de 1909 à Francfort (de) (ILA) prévue à l'origine à Munich, mais qui se tiendra finalement dans sa ville natale. Son oncle Leo Gans est alors président du Frankfurter Verein für Luftfahrt (de) (« Association de l'aviation de Francfort ») qui chapeaute l'évènement. Paul Gans est considéré comme un porteur d'idées pour l'Exposition, et est appelé « l'éminence grise » de l'aviation.
À cette époque, il développe notamment une machine volante, combinaison d'avions à ailes battantes et monoplan, avec un moteur de 6 CV. En 1910, Paul Gans fonde l'école de pilotage bavaroise à Munich-Oberwiesenfeld. Il fournit quatre monoplans Blériot monoplaces, un biplan Euler biplace et un biplan Wright aux officiers intéressés.
En 1911, l'administration de l'armée parvient à un arrangement entre Gans et le ministère de la guerre qui a repris l'école de pilotage privée. Gans fait don d'un de ses avions Blériot XI au Deutsches Museum de Munich, où il est encore visible aujourd'hui.
À la même époque, Gans tente d'organiser la Deutsche Transatlantische Flugexpedition, une traversée de l'océan atlantique en dirigeable. L'itinéraire prévoyait de partir de Tenerife pour rejoindre à New York. En 1911, le prince Henri de Prusse et sa femme Irène baptisent ce nouveau moyen de transport « Suchard ». Cependant, du fait de la Première Guerre mondiale, l'expédition n'aura jamais lieu.
Paul von Gans meurt le 18 avril 1915 à Garmisch-Partenkirchen à l'âge de 48 ans. Sa veuve Ellinka épousera son ami d'enfance, Haupt, comte de Pappenheim, le 11 janvier 1916.
Après 1920, les ateliers de Grainau deviendront la carrosserie Schmölz. Son fils Jozsi von Gans s'en servira pour ses inventions automobiles.